# Hexatominae
Anisomerina, Anisomerinae, Hexatomini, Limnophilidae, Limnophilinae, Limnophilini
Sous-famille
Les Hexatominae sont une sous-famille d'insectes diptères nématocères de la famille des Limoniidae.

## Synonymie
Selon BioLib (14 nov. 2013)
- Anisomerina Osten Sacken, 1869
- Anisomerinae van der Wulp, 1877
- Hexatomini Alexander, 1920
- Limnophilidae Bigot, 1854
- Limnophilinae
- Limnophilini Sc., 1894
- Tipulae anisomeraeformes Osten Sacken, 1859
- Tipulae limnophilaeformes Osten Sacken, 1859

## Tribus et genres rencontrés en Europe
- Tribu des  Epiphragmini
  - Austrolimnophila Alexander, 1920
  - Dactylolabis Osten Sacken, 1860
  - Epiphragma Osten Sacken, 1860
- Tribu des Hexatomini
  - Hexatoma Latreille, 1809
- Tribu des Limnophilini
  - Adelphomyia Bergroth, 1891
  - Afrolimnophila Alexander, 1956
  - Eloeophila Rondani, 1856
  - Euphylidorea Alexander, 1972
  - Eutonia van der Wulp, 1874
  - Idioptera Macquart, 1834
  - Limnophila Macquart, 1834
  - Neolimnomyia Séguy, 1937
  - Phylidorea Bigot, 1854
  - Pilaria Sintenis, 1889
  - Prionolabis Osten Sacken, 1860
  - Pseudolimnophila Alexander, 1919
- Tribu des  Paradelphomyiini
  - Paradelphomyia Alexander, 1936
- Tribu des Phyllolabini
  - Phyllolabis Osten Sacken, 1877